# Берендсен, Тоомас
Тоомас Берендсен (эст. Toomas Berendsen; род. 5 мая 1944, Амбла, Ярвамаа) — советский эстонский легкоатлет, специалист по многоборьям. Наивысших успехов добился во второй половине 1960-х — первой половине 1970-х годов, серебряный и бронзовый призёр чемпионатов СССР, серебряный призёр Кубка Европы в командном зачёте, победитель первенств всесоюзного и республиканского значения. Представлял Таллин и спортивное общество «Калев».

## Биография
Тоомас Берендсен родился 5 мая 1944 года в посёлке Амбла уезда Ярвамаа Эстонской ССР. В 1962 году окончил местную среднюю школу, а в 1970 году — Таллинский педагогический институт  по специальности инженера-экономиста. Занимался лёгкой атлетикой в Таллине под руководством тренеров Ильмара Линдама, Хейно Оясоо и позднее Эрвина Ууга, выступал за добровольное спортивное общество «Калев».
С середины 1960-х годов входил в число сильнейших эстонских многоборцев, неоднократно становился призёром республиканских первенств, выигрывал чемпионат Эстонии в прыжках в высоту.
Первого серьёзного успеха на всесоюзном уровне добился в сезоне 1969 года, когда на чемпионате СССР по многоборьям в Сочи с результатом в 7731 очко завоевал серебряную награду в десятиборье, уступив только кировчанину Владимиру Щербатых.
В 1970 году выиграл бронзовую медаль на чемпионате СССР в Минске, набрав в сумме десятиборья 7643 очка.
В августе 1972 года одержал победу на всесоюзном турнире в Донецке, показав девятый результат мирового сезона — 8000 очков.
В июне 1973 года на международных соревнованиях в немецком Вайнхайме с личным рекордом в 8016 очков взял бронзу, закрыв при этом десятку лучших десятиборцев мирового сезона, а также выступил в матчевой встрече со сборной США в Минске. В сентябре в составе советской сборной принимал участие в Кубке Европы по легкоатлетическим многоборьям в Бонне — с результатом в 7891 очко занял четвёртое место в личном зачёте и тем самым помог соотечественникам стать серебряными призёрами мужского командного зачёта.
Впоследствии проявил себя как спортивный функционер. Его дочь Кристел Берендсен тоже занималась многоборьем, выступала за сборную Эстонии в 1990-х и 2000-х годах.